# Williams FW28
O FW28 é o modelo da Williams da temporada de 2006 da Fórmula 1 que foi pilotado por Mark Webber e Nico Rosberg.

## Resultados[1]
(legenda) (em itálico indica volta mais rápida)
| Ano  | Chassi | Motor              | Pneus | N° | Pilotos      | 1   | 2   | 3   | 4   | 5   | 6   | 7   | 8   | 9   | 10  | 11  | 12  | 13  | 14  | 15  | 16  | 17  | 18  | Pontos | Posição |  |
| ---- | ------ | ------------------ | ----- | -- | ------------ | --- | --- | --- | --- | --- | --- | --- | --- | --- | --- | --- | --- | --- | --- | --- | --- | --- | --- | ------ | ------- |  |
|      |        |                    |       |    |              |     |     |     |     |     |     |     |     |     |     |     |     |     |     |     |     |     |     |        |         |  |
|      |        |                    |       |    |              | BAR | MAL | AUS | SMR | EUR | ESP | MON | GBR | CAN | EUA | FRA | ALE | HUN | TUR | ITA | CHN | JAP | BRA |        |         |  |
| 2006 | FW28   | Cosworth CA2006 V8 | B     | 9  | Mark Webber  | 6   | Ret | Ret | 6   | Ret | 9   | Ret | Ret | 12  | Ret | Ret | Ret | Ret | 10  | 10  | 8   | Ret | Ret | 11     | 8°      |  |
| 2006 | FW28   | Cosworth CA2006 V8 | B     | 10 | Nico Rosberg | 7   | Ret | Ret | 11  | 7   | 11  | Ret | 9   | Ret | 9   | 14  | Ret | Ret | Ret | Ret | 11  | 10  | Ret | 11     | 8°      |  |